# Andrí Khripta
Andrí Khripta (Znamianka, Província de Kirovohrad, 29 de novembre de 1986) és un ciclista ucraïnès, professional des del 2013. Del seu palmarès destaca el Gran Premi d'Adiguèsia.

## Palmarès
- 2013
  - 1r al Gran Premi d'Adiguèsia
- 2015
  - 1r al Gran Premi ISD